# Plaza de Saint Michel

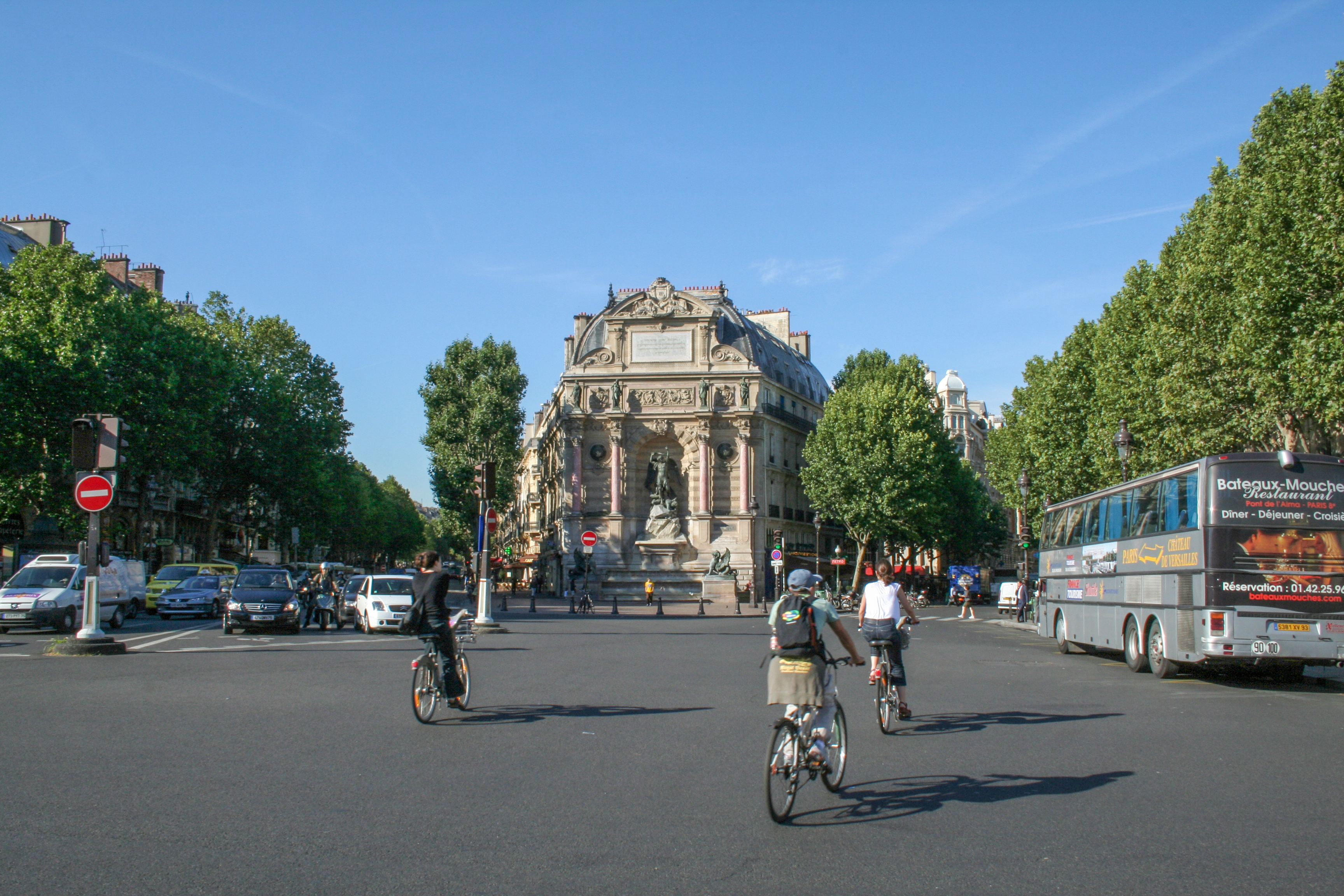
Plaza de Saint Michel.

La plaza de Saint Michel (en francés: Place Saint-Michel) es una plaza de París situada en el Barrio Latino de París, entre el V Distrito de París y el VI Distrito de París. Fue creada bajo el mandato de Napoleón III al mismo tiempo que el Boulevard Saint-Michel, en 1855. 
La fuente monumental fue realizada por Gabriel Davioud en 1860. El proyecto inicial se basaba en una estatua de Napoleón I. Finalmente, se optó por una estatua de  San Miguel luchando contra el Diablo, obra de Francisque-Joseph Duret, rodeada de dos dragones que lanzan agua.
En agosto de 1944, encarnecidos combates oponen a los estudiantes de la Resistencia francesa a los alemanes.
El Pont Saint-Michel construido en el siglo XIV fue reconstruido en el mismo periodo que la plaza.

## Panorama
Desde la plaza de Saint Michel, se pueden observar una parte de los monumentos de la Isla de la Cité : el Palacio de Justicia ornamentado de las cuatro alegorías de la justicia, una fachada de la Prefectura de Policía de París y la Catedral Notre Dame de París. 
Alrededor de la plaza se ha desarrollado y extendido varias tiendas de la librería Gibert Jeune, fundada en 1886 por Joseph Gibert en el muelle de Saint Michel. La plaza acoge el cine de Art et Essai Espace Saint-Michel.
En la plaza se encontraba el Caveau du Soleil d'or, en el emplazamiento del actual Café du départ, y el Café de la Renaissance, donde fueron detenidos en 1866 varios blanquistas, entre los cuales Raoul Rigault.